# Ett bedårande barn av sin tid
För kupletten som frasen kommer ifrån, se Jag är ett bedårande barn av min tid
Ett bedårande barn av sin tid (med undertiteln Magnus Uggla sjunger Karl Gerhard) är ett studioalbum från 2006 av Magnus Uggla. Det innehåller sånger av revyförfattaren och artisten Karl Gerhard.

## Låtlista
1. "Jag är ett bedårande barn av min tid"
2. "Desto vackrare blir jag"
3. "Förgyll vad du kan förgylla"
4. "Vart tar alla vackra flickor vägen"
5. "Och så tar vi oss en liten kaka till"
6. "Spott ut"
7. "Tack ska du ha"
8. "Vem vet hur länge vi har varann"
9. "Lilla Frida och jag"
10. "Nu ska vi vara snälla"
11. "En katt bland hermelinerna"
12. "Det jämnar alltid ut sig någonstans"
13. "Gungorna och karusellen"
14. "Hästen från Troja"
15. "Jazzgossen"
16. "Dom säger på stan"
17. "En doft från den fina världen"

## Listplaceringar
| Lista (2006) | Position |
| ------------ | -------- |
| Sverige      | 1        |

Albumet låg totalt 14 veckor på den svenska albumlistan, från vecka 8 2006 till vecka 22 2006.